# Brug 2011
Brug 2011 is een vaste brug in de wijk IJburg in het stadsdeel Oost van de Nederlandse hoofdstad Amsterdam. Het is een van de langere bruggen in die wijk.
Ze is gelegen in de Diemerparklaan en voert vanaf het Kleine Rieteiland over het IJmeer naar het Jan Beijerpad/Waterkeringspad en de Diemerzeedijk in het Diemerpark in de Diemer Buitendijksche polder. Ze vormt samen met brug 2012 en brug 2051 de directe verbinding van IJburg met genoemd park, maar hier alleen voor voetgangers en fietsers. Eigenaardig is daarom dat de gemeente Amsterdam de brug in 2016 verbood voor al te zwaar verkeer (zwaarder dan 30 ton) en dan nog met de mededeling dat de brug daar toch al niet voor bedoeld was.
De gemeente besteedde de ontwerpen voor bruggen op en naar IJburg destijds uit aan diverse architectenbureaus. Zij kregen elk de opdracht mee met een bruggenfamilie te komen. Architect Jan Benthem van Benthem Crouwel Architekten kwam met een serie bruggen, die bekend werd onder de naam Buitenwater, terwijl ze in diezelfde tijd ook bezig waren met de verbouwing van Keizersgracht 609. De bruggen 2004, 2011, 2012, 2014, 2030, 2037, 2048, 2051 en 2125 behoren tot die familie.
De brug, steunend op vier jukken/pijlers heeft een rijweg, die alleen door kleurverschil de verschillende verkeersstromen aangeeft. De metalen balustrades van de brug hellen enigszins naar binnen.

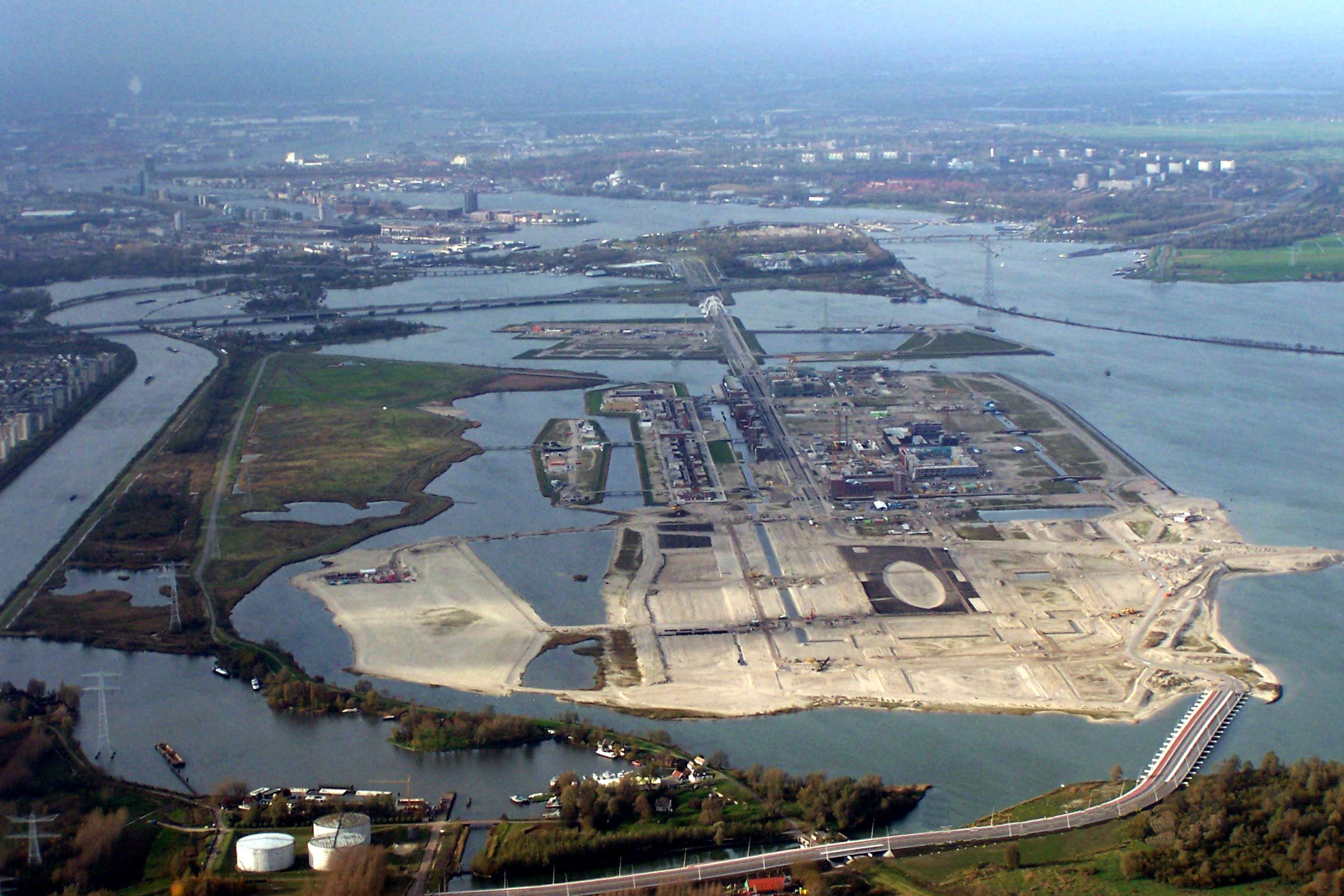
Brug 2011 ligt links van het zeshoekig eiland in het midden van de foto naar het "vasteland"

<<< · 2000 · 2001 · 2002 · 2003 · 2004 · 2005 · 2006 · 2007 · 2008 · 2009 · 2010 · 2011 · 2012 · 2013 · 2014 · 2015 · 2016 · 2017 · 2018 · 2019 · 2020 · 2021 · 2022 · 2023 · 2025 · 2026 · 2027 · 2028 · 2029 · 2030 · 2031 · 2032 · 2033 · 2034 · 2035 · 2036 · 2037 · 2038 · 2039 · 2040 · 2041 · 2042 · 2043 · 2044 · 2045 · 2046 · 2047 · 2048 · 2050 · 2051 · 2054 · 2060 · 2080 · 2085-2089 · 2090 · 2091 · 2092 · 2093 · 2094 · 2095 · 2096 · 2097 · 2098 · 2099
De overige brugnummers waren in januari 2022 (nog) niet bekend; de Uyllanderbrug ligt officieel in Diemen, maar heeft de Amsterdamse nummering 2007.